# Brisolej
Brisolej (francuski: brise-soleil) arhitektonski je element zgrada namijenjen smanjenju akumulacije topline unutar građevine raspršenjem sunčanih zraka. Brisoleji najčešće djeluju tako da propuštaju svjetlost Sunca zimi (dok je ono zbog Zemljina nagiba pod manjim kutem) te tijekom ljetnih jutra i večeri, pritom blokirajući Sunčevu svjetlost za ljetnih podneva.

## Arhitektura
Brisolejima pripadaju razni oblici trajnih nadprozornika, od jednostavnih uzoraka betonskih rebara koje je popularizirao Le Corbusier zgradom pandžapskog parlamenta do kompleksnih mehanizama nalik krilima koje je za Muzej umjetnosti Milwaukeeja osmislio Santiago Calatrava ili mehaničkih naprava za stvaranje uzoraka sjenom kao na Svjetskom arapskom institutu Jeana Nouvela.
U tipičnome obliku brisoleja, vodoravna struktura pruža se od fasade građevine. Takav se oblik najčešće koristi kako bi se od topline sunčanog zračenja ljeti zaštitile zgrade čije su fasade u velikoj mjeri staklene. Često se rabe i vanjske žaluzine, kojima je svrha također blokirati poslijepodnevno ljetno sunce, a zimi propuštati svjetlost radi pasivnog grijanja.

## Galerija
- Millennium Point, Birmingham, UK
- Brisolej na L'Hemisfèricu, Valencia
- Pokretni brisolej »Burke« na paviljonu Quadracci Muzeja umjetnosti Milwaukeeja zatvara se po zalasku Sunca.
- Sjeverno pročelje palače Gustavo Capanema u Riju de Janeiru
- The Centar za vizualne umjetnosti »Carpenter«
- Zgrada New York Timesa, Renzo Piano
- Kuća Curutchet iznutra, Le Corbusier

## Vanjske poveznice
- brisolej, Tehnički leksikon LZMK
- Brise-soleil, Britannica